# センゲージラーニング
センゲージラーニング（英語: Cengage Learning）とは印刷物の出版および学術、専門職、図書館市場、教科書販売、教育ソフトウェア、トレーニングプログラム向けのデジタル情報サービス企業である。

## 企業情報
本社はマサチューセッツ州ボストンにあり、従業員はおおよそ5,800人で世界35ヶ国で展開している。
また企業は以下の3つで構成される。:
- Academic & Professional Group (APG)
- Gale
- International

教育市場においてセンゲージラーニングは中等教育、高等教育、大学院生、教師、図書館、政府機関、企業向けに従来の学習や遠距離学習環境を提供している。
ゲイルはセンゲージラーニングのライブラリリファレンスアームで、Eリサーチに特化し、図書館、学校、ビジネス向けに教育出版を行なっている。またオンライン、印刷物、電子書籍、マイクロフォーム形式で発行される600ものデータベースを作成、管理している、学校や図書館コミュニティへの提供に加えて、ゲイルはまたウェブベースインフォメーションサービスに統合させるためにプロプライエタリコンテンツをライセンスしている。Looksmart、Borders and Dow Jonesなど100近い団体がゲイルとビジネスディストリビューション提携を結んでいる。
センゲージラーニングの国際部門ではHeinleを通し世界中の英語教育、学習向けの素材を提供している。
また、共通プラットフォームの電子教科書を大学に販売するために開発を行う企業であるCourseSmartの設立他の5つの高等教育向け出版社と提携した。

## サービス
センゲージラーニングは教科書、インストラクターサプリメント、デジタルコンテンツ、オンラインリファレンスデータベース、遠距離学習コース、テスト準備素材、企業研修コース、キャリアアセスメントツール、特定の学問分野やカスタムソリューション向けの素材を提供している。

## 歴史
トムソンラーニングはインターナショナルトムソンパブリッシングの再編の中で設立された。

### プライベートエクイティへの売却
2006年10月25日、トムソン (情報サービス業)社はトムソンラーニングを最大5億ドルの価値を推定した上で売却することを発表。2007年7月24日、トムソンラーニングはアパックスパートナーズとOMERSキャピタルパートナーズで構成されるプライベートエクイティコンソーシアムに7億7500万ドルで買収され、社名もセンゲージラーニングに変更された。

### 買収
本業の成長に加え、センゲージラーニングは出版業界での買収で規模を大きくしている。主な買収は以下の通り。:
| 買収発表日     | 買収企業                          | 業種                                       |
| -------------- | --------------------------------- | ------------------------------------------ |
| 2008年5月16日  | PAL Publications                  | 専門職向けリファレンスシリーズ             |
| 2008年6月2日   | Houghton Mifflin College Division | 2年制から4年制の大学向け出版社             |
| 2008年7月17日  | Gatlin Education Services         | 教育プロバイダ向けウェブベーストレーニング |
| 2008年12月16日 | HighBeam Research                 | 新聞、雑誌を対象にした有料検索エンジン     |

## ブランド・インプリント
企業の製品ラインには4LTR Press、Aplia、Atomic Dog Publishing、Charles River Media、Chilton、Chilton DIY、CompuTaught、Education To Go、Milady、NetLearning、Primary Source Media、Sleeping Bear Pressがある。
センゲージラーニングのインプリントは以下の通り: 
- Brooks/Cole
- Course Technology（1992年に買収）
- Delmar（1986年より前にトムソンが買収）[12]
- Gale（1985年にトムソンが買収）
- Heinle
- Nelson Education（英語版）（1960年に買収）
- South-Western（1986年にトムソンがスコット・フォレスマン（英語版）から買収）[13]
- Wadsworth（1978年にトムソンが買収）[14]
- National Geographic Learning（2011年に買収）

## ランキング
パブリッシャーズ・ウィークリーは2009年の収益を元に世界中の50の出版社の中で11位（1億9580万ドルの収益）にランク付けした。